# Broncoscopio

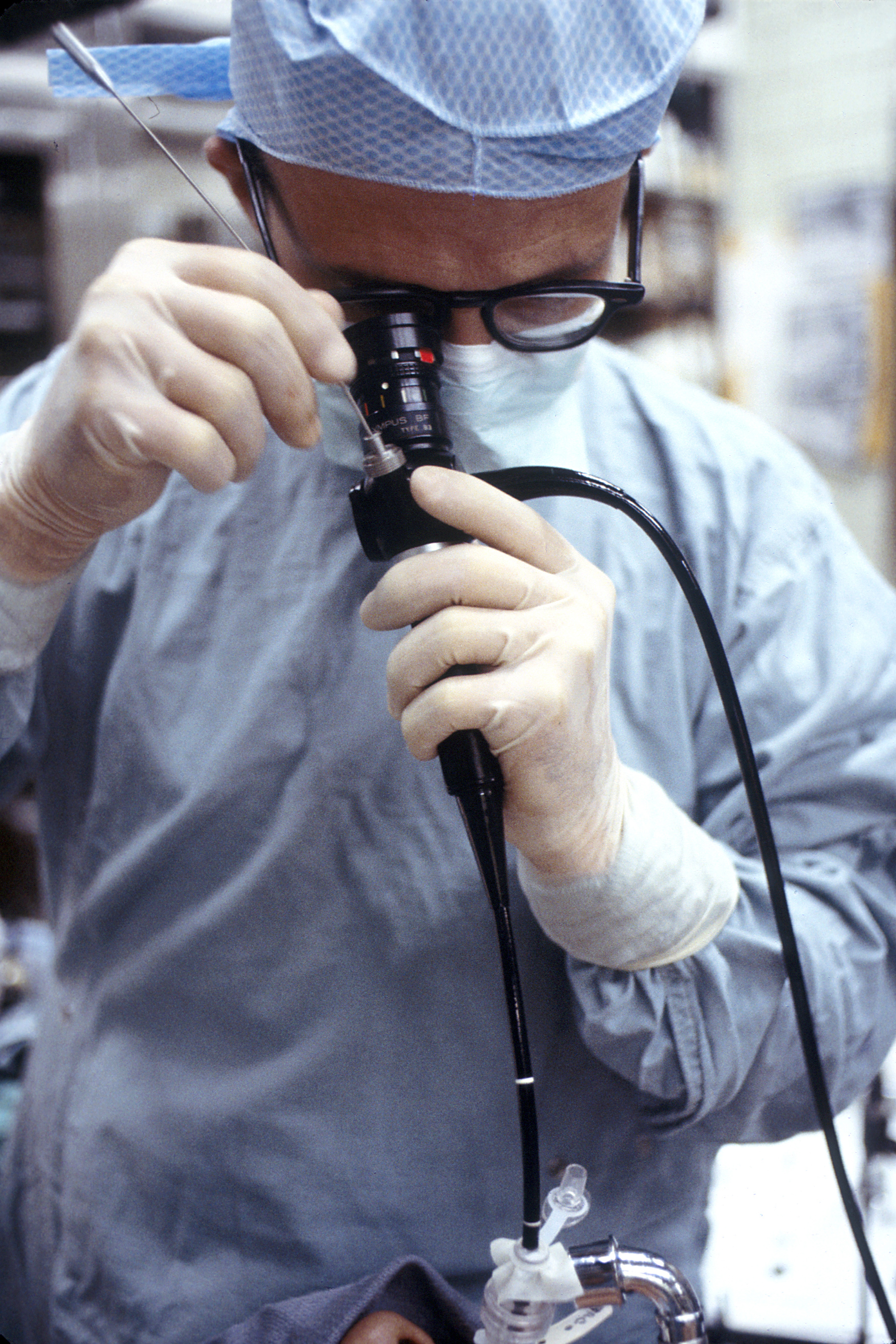
Imagen de un médico utilizando un broncoscopio.

El broncoscopio es un instrumento que se utiliza en medicina para poder visualizar el interior de los pulmones. Se trata de un tubo de unos 60 cm de largo provisto de un sistema de iluminación que se introduce en el árbol bronquial a través de las fosas nasales o la boca y permite mediante un dispositivo óptico visualizar las distintas ramificaciones de los bronquios para comprobar si existen lesiones en los mismos. Esta exploración se llama broncoscopia o fibrobroncoscopia.
Es posible introducir distintos elementos a través del broncoscopio y mediante los mismos obtener muestras de tejidos pulmonares para su posterior análisis. Este procedimiento es particularmente útil para diagnosticar el cáncer de pulmón. También se utiliza el broncoscopio para realizar acciones terapéuticas como la extracción de cuerpos extraños que han quedado alojados en las vías respiratorias.
Uno de los pioneros en su uso fue el médico alemán Gustav Killian (1860-1921) que en 1897 tuvo la idea de utilizar un endoscopio digestivo para explorar la vía aérea y extraer un trozo de hueso alojado en uno de los bronquios principales de un paciente que tenía grandes dificultades para respirar. Los primeros broncoscopios que se utilizaron eran rígidos. En 1966 el japonés Shigeto Ikeda (1925-2001) empleó por primera vez un broncoscopio flexible fabricado con fibra de vidrio o fibrobroncoscopio que mejoró considerablemente la facilidad para realizar esta exploración.